# Калева (Тампере)

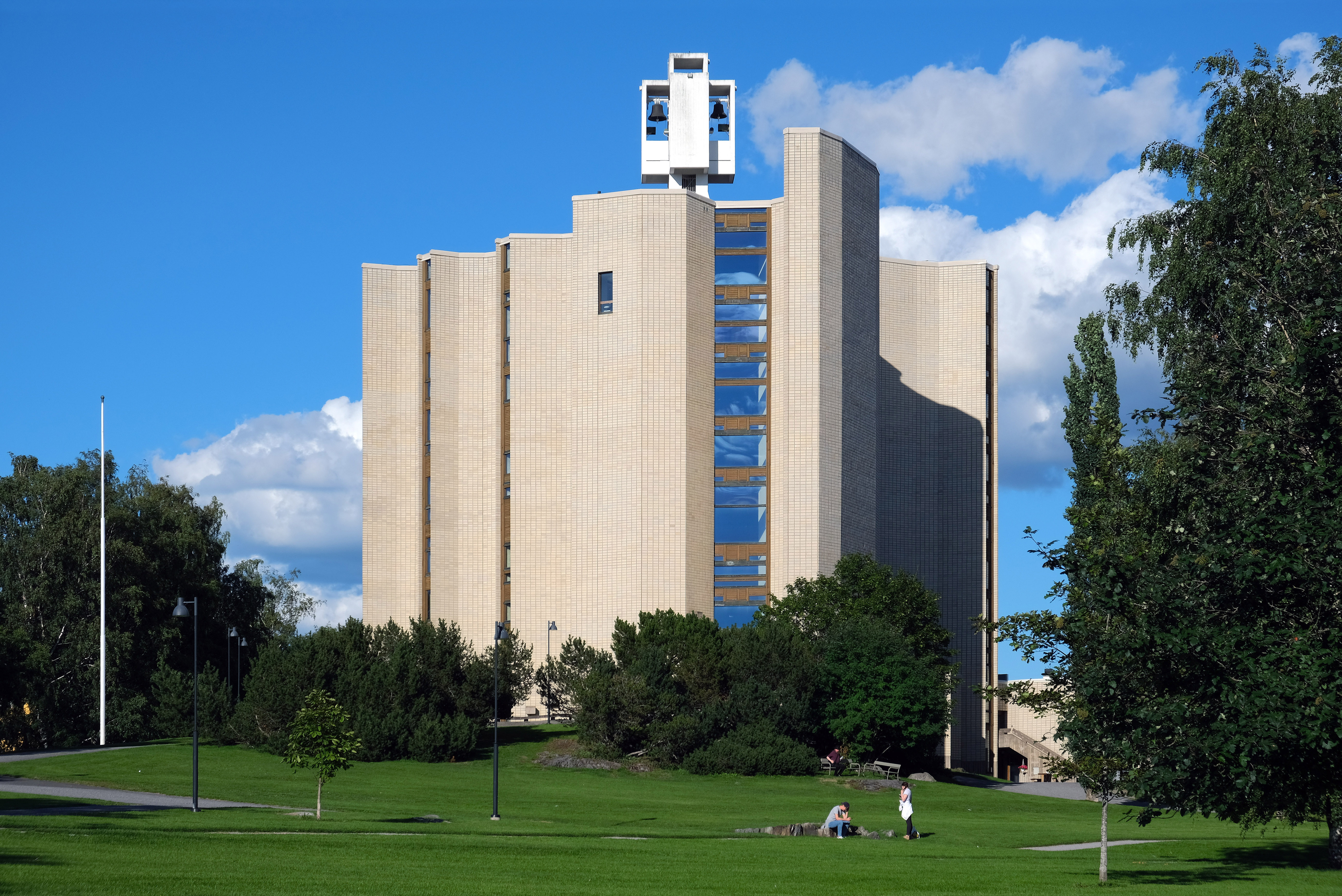
Церковь Калева

Калева — восточная часть города Тампере, Финляндия. Население составляет около 10 000 человек (2005).
Самая заметная достопримечательность — это Церковь Калевы, построенная в 1959—1966.
В Калеве расположено несколько образовательных учреждений, таких как школа для взрослых Sampola и ПТУ экономики, две высших школы (lukio); Kalevan lukio и Sammon keskuslukio, и две общеобразовательные школы. Здесь также находится самый большой бассейн в Тампере.
Большая часть жителей — это студенты Университета Тампере или пенсионеры. В 2007 году Калева была признана самым бедным районом города.